# 마산시 갑 (1988년 선거구)
마산시 갑은 대한민국의 옛 국회의원 선거구이다. 당시 경상남도 마산시 일부 지역을 관할했다.

## 역사
대한민국 제13대 국회의원 선거를 앞두고 마산시 선거구가 갑, 을로 분구되면서 신설되었다. 신설 당시 마산시 현동·가포동·월영1동·월영2동·창포동·월남동·반월동·중앙동·완월동·자산동·서성동·동성동·부림동·추산동·중성동·성호동·교원동·교방동·상남1동·상남2동·오동동·산호1동·산호2동을 관할했다.
1990년 7월 1일을 기해 마산시에 구제가 실시되면서 일반구인 합포구가 설치되었다. 이에 마산시 갑 선거구가 대한민국 제14대 국회의원 선거를 앞두고 마산시 합포구 선거구로 개편되었다.

## 역대 국회의원
| 선거   | 정당 | 정당       | 의원   |
| ------ | ---- | ---------- | ------ |
| 1988년 |      | 통일민주당 | 백찬기 |

## 역대 선거 결과

### 대한민국 제13대 국회의원 선거
|  | 48.02% |

|  | 27.55% |

|  | 24.42% |